# Johnny Carpenter
John Carpenter (* 25. Juni 1914 in Debinsville, Arizona als Jasper Carpenter; † 27. Februar 2003 in Burbank, Kalifornien) war ein US-amerikanischer Schauspieler.
Carpenter, Sohn eines Farmers und Metzgers, besuchte die University of Arkansas, wo ein Autounfall eine Karriere als Baseballspieler verhinderte. Nach seiner Rehabilitation arbeitete er lange Jahre auf der heimischen Ranch, bis er zu Beginn der 1940er Jahre nach Hollywood kam. Dort beschäftigte man ihn zunächst als Stuntman und war von 1943 bis 1950 an der Seite zahlreicher B-Film-Helden zu sehen.
1950 bot ihm Produzent Jack Schwartz einen Vertrag an, der ihm größere Rollen verschaffte; auch für das Fernsehen war er tätig. Zwischen 1953 und 1956 vertrieb und produzierte er vier von Carpenter geschriebene und mitproduzierte Western mit diesem in der Hauptrolle; somit wurde Carpenter zum letzten der Serien-Helden. Danach wandte er sich wieder dem Fernsehen zu. 1970 eröffnete er, bekennender Christ, die erste Heaven on Earth-Ranch, eine Western-Stadt, in die er behinderte Kinder einlud. Diese Tätigkeit übte er bis zu seinem Tode aus.

## Filmografie (Auswahl)
- 1945: The Navajo Trail
- 1948: Betrug (Larceny)
- 1948: Blut und Gold (Relentless)
- 1949: Die rote Schlucht (Red Canyon)
- 1950: Border Outlaws
- 1950: Geheimpolizist Christine Miller (Undercover Girl)
- 1950: Verfemt (The Kid from Texas)
- 1951: Ausgezählt (Iron Man)
- 1953: Son of the Renegade
- 1956: I Killed Wild Bill Hickok